# Gemerská Panica
Gemerská Panica é um município da Eslováquia, situado no distrito de Rožňava, na região de Košice. Tem 14,92 km² de área e sua população em 2018 foi estimada em 619 habitantes.

## Demografia
| Ano:        | 1994 | 2004   | 2014   | 2024    |
| ----------- | ---- | ------ | ------ | ------- |
| Broj ljudi: | 732  | 707    | 644    | 568     |
| Razlika:    |      | -3,41% | -8,91% | -11,80% |

| Ano:               | 2023 | 2024   |
| ------------------ | ---- | ------ |
| Número de pessoas: | 578  | 568    |
| Diferença:         |      | -1,73% |